# Zero (groupe)
Pour les articles homonymes, voir Zero.
Ne doit pas être confondu avec Groupe ZERO.
Zero est un groupe brésilien de post-punk, originaire de São Paulo, État de São Paulo, considéré comme précurseur du mouvement Nouveaux Romantiques dans le pays,.

## Histoire

### Origines et débuts (1983–1989)
Zero est né des cendres d'Ultimato (anciennement connu sous le nom de Lux), un groupe de jazz punk instrumental/no wave originaire de São Paulo, formé en 1978 (et rebaptisé Ultimato en 1981), par Fabio Golfetti, Alberto « Beto » Birger, Cláudio Souza, Gilles Eduar et Nelson Coelho. Le futur chanteur Guilherme Isnard, qui venait de quitter son groupe précédent, Voluntários da Pátria, est présenté à Ultimato par son ami Luiz Antônio Ribas, propriétaire du label discographique indépendant underground Discos e Artes, désormais disparu ; Isnard décide alors de rejoindre le groupe, et discute avec ses membres pour ajouter des paroles à leurs chansons. Leur style musical évolue finalement vers « l'art rock avec une touche post-punk », selon les mots d'Isnard, et en 1983, ils se réorganisent sous le nom de Zero. Leur premier album est le single Heróis, qui sort chez CBS Records en 1985.
En 1985, le groupe participe au premier album de la chanteuse May East, Remota Batucada, sur le morceau Caim e Abel - mais subit également une restructuration majeure de son line-up la même année, avec le départ de tous ses membres à l'exception d'Isnard. Beaucoup de ses anciens membres se lancent dans leurs propres projets : Fabio Golfetti et Cláudio Souza forment l'influent groupe de rock psychédélique Violeta de Outono, Beto Birger compose Nau avec Vange Leonel, Gilles Eduar rejoint le Grupo Luni et Nelson Coelho forme Dialeto.
Isnard est ensuite rejoint par le line-up « classique » du groupe : Alfred « Freddy » Haiat (ex-Degradée et frère du guitariste de Metrô Alec Haiat) aux claviers, Ricardo « Rick » Villas-Boas à la basse, Eduardo Amarante (ex-Agentss et Azul 29) à la guitare et Athos Costa à la batterie. Leur premier grand album studio est l'EP Passos no Escuro, sur EMI ; c'est un succès de vente, qui leur vaut un disque d'or de l'ABPD. L'EP donne naissance aux tubes Formosa et Agora Eu Sei, ce dernier comportant une apparition spéciale du chanteur de RPM, Paulo Ricardo, qui apporte des voix bonus.

### Retour (depuis 1998)
Isnard se reforme avec le line-up classique de Zero pour un concert célébrant le 15e anniversaire du groupe en 1998 ; cela ne devait durer qu'une journée, mais la réponse des fans est si positive qu'ils finissent par annoncer une réunion permanente. Leur première sortie après la pause (mais avec un line-up légèrement différent - Sérgio Naciffe rejoint le groupe en tant que batteur, Jorge Pescara, à la basse et au chapman stick et JP Mendonça en tant que claviériste supplémentaire) est la compilation Electro Acústico, qui sort en 2000 sur Sony Music et qui contient des réenregistrements acoustiques de certaines des anciens titres du groupe, ainsi que trois titres inédits. Andrea Dutra d'Arranco de Varsóvia, Philippe Seabra de Plebe Rude et Bruno Gouveia de Biquini Cavadão y font des apparitions spéciales en tant qu'invités.
En 2004, Zero connait un nouveau changement de line-up, avec Yan França à la guitare, Eliza Schinner à la basse et Fabiano Matos à la batterie, remplacé par Vitor Vidaut en 2007 ; le 30 août de la même année, ils sortent leur premier nouvel album depuis 1987, Quinto Elemento, avec Jorge Pescara à la basse.
D'autres réunions du line-up classique du groupe ont lieu en 2012,, lorsqu'ils jouent leurs deux premiers albums live dans leur intégralité, et en 2013, pour des concerts célébrant le 30e anniversaire de Zero ; à l'époque, Isnard annonce qu'un DVD de leurs performances lors de ces concerts serait publié, mais le projet ne se concrétisera pas. En 2017, Guilherme présente une nouvelle formation de Zero à Nova Friburgo avec Nivaldo Ramos à la basse, Daniel Viana à la guitare, Gustavo Wermelinger à la batterie et Caius Marins aux claviers. En 2018, ils enregistrent l'EP live Audioarena Originals - Guilherme Isnard e Zero lors d'une émission spéciale diffusée sur Canal BIS et Multishow. Le groupe retourne sur de grandes scènes comme le Circo Voador, mais se dissout à la veille de son concert du 35e anniversaire avec Kiko Zambianchi et Paulo Ricardo, en raison de la commodité logistique de l'organisation d'un groupe avec des musiciens de São Paulo.
En 2020, Zero compte Fabiano Matos à la batterie, Elisio Neto à la guitare, Rigel Romeu aux claviers et Nivaldo Ramos à la basse. En octobre 2020, ils sortent Quando Esse Mal Passar, le premier single de leur prochain album, composé par Elísio et Isnard pendant leur confinement lors de la pandémie de Covid-19.

## Discographie

### Albums studio
- 1987 : Carne Humana
- 2007 : Quinto Elemento

### Albums live
- 2018 : AudioArena Originals: Guilherme Isnard e Zero[11]

### EP
- 1985 : Passos no Escuro

### Singles
- 1985 : Heróis
- 1985 : Agora Eu Sei
- 1985 : Formosa
- 1987 : Quimeras
- 1987 : A Luta e o Prazer
- 2020 : Quando Esse Mal Passar

### Participations
- 1985 : May East - Remota Batucada - chant et saxophone sur le morceau Caim e Abel
- 1985 : Metrô - Olhar - chant sur le morceau Tudo Pode Mudar
- 1986 : Vinícius Cantuária - Nu Brasil - chant sur le morceau Mais um ou Mais

### Compilations
- 1985 : Os Intocáveis
- 1987 : Show Rock
- 1988 : Armação Ilimitada Vol.2 - Quimeras
- 1998 : Sucessos Inesquecíveis Pop - Agora Eu Sei
- 1998 : Rock Brasil 1 - Agora Eu Sei
- 2000 : Electro Acústico
- 2001 : Para Sempre Pop Rock - A Luta e o Prazer
- 2003 : Obra Completa
- 2004 : Dias Melhores